# 塞氏鱒
塞氏鱒，為輻鰭魚綱鮭形目鮭科的一種。

## 分布
本魚分布於義大利南部、科西嘉島、薩丁尼亞島及西西里島。

## 特徵
本魚體呈紡錘狀，略側扁，體色為深棕色，體側不滿許多小細點，有黑色或紅棕色，成魚體側具有9至13個橢圓形斑，尾鰭略凹入，體長可達40公分。

## 生態
本魚主要棲息在低地丘陵或喀斯特地形的溪流，水溫約10至20℃，屬肉食性，以水生昆蟲為食，繁殖期時，將卵產在砂石礫底質中。

## 經濟利用
為食用魚，因過度捕撈，族群有減少的趨勢。